# 蒙特卡斯泰洛-迪维比奥
蒙特卡斯泰洛-迪维比奥（義大利語：Monte Castello di Vibio），是意大利翁布里亚大区佩鲁贾省的一个市镇。总面积31.91平方公里，人口1654人，人口密度51.8人/平方公里（2009年）。ISTAT代码为054029。